# 最勝寺 (新宿区)
最勝寺（さいしょうじ）は東京都新宿区上落合3の4の12にある真言宗豊山派の寺院。本尊は釈迦牟尼如来。御府内八十八箇所の24番札所。号は「高天山大徳院」。
創建年代は不詳。伝承では鎌倉時代に北条時頼が開基したとも謂われている。

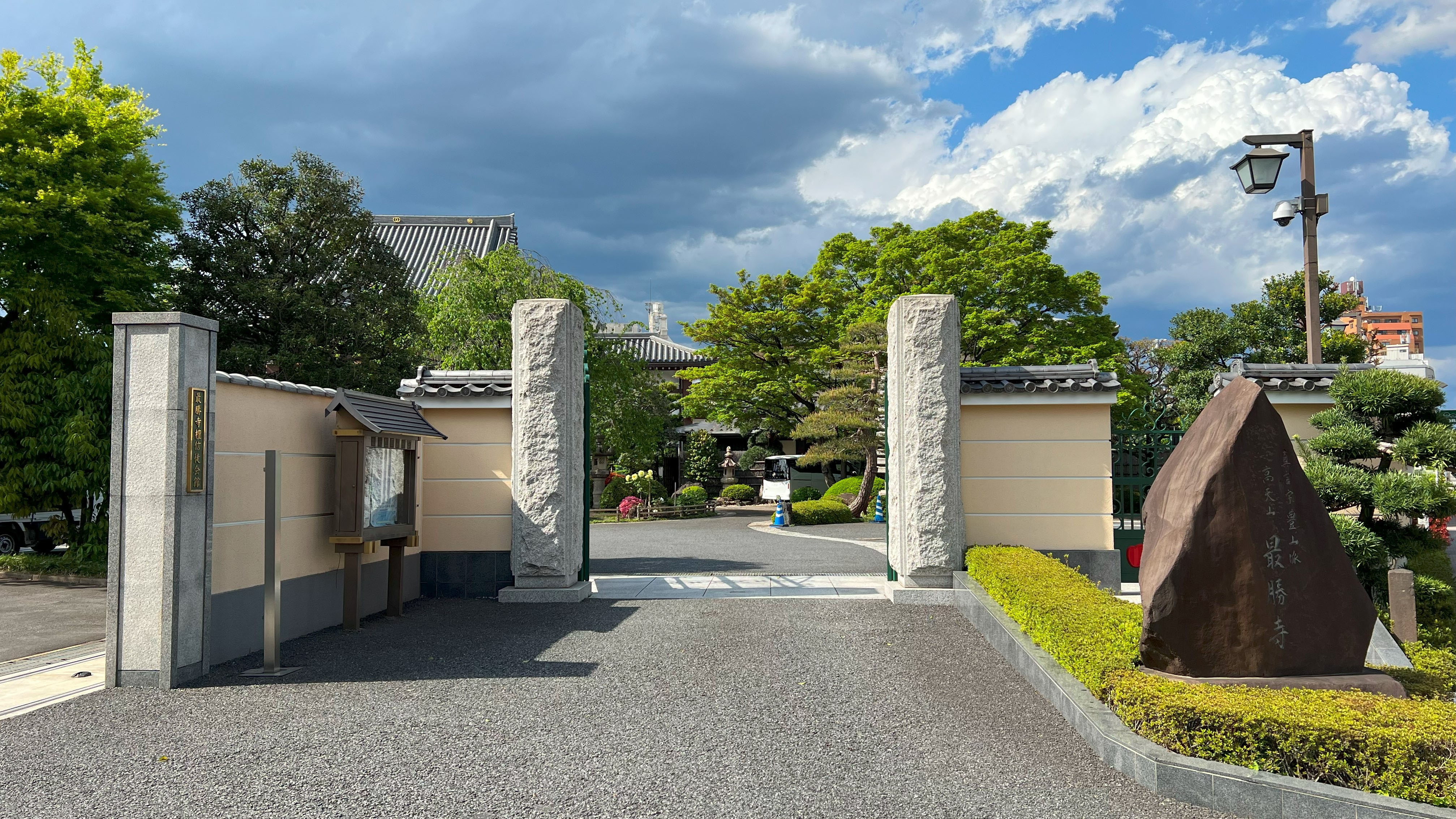
山門
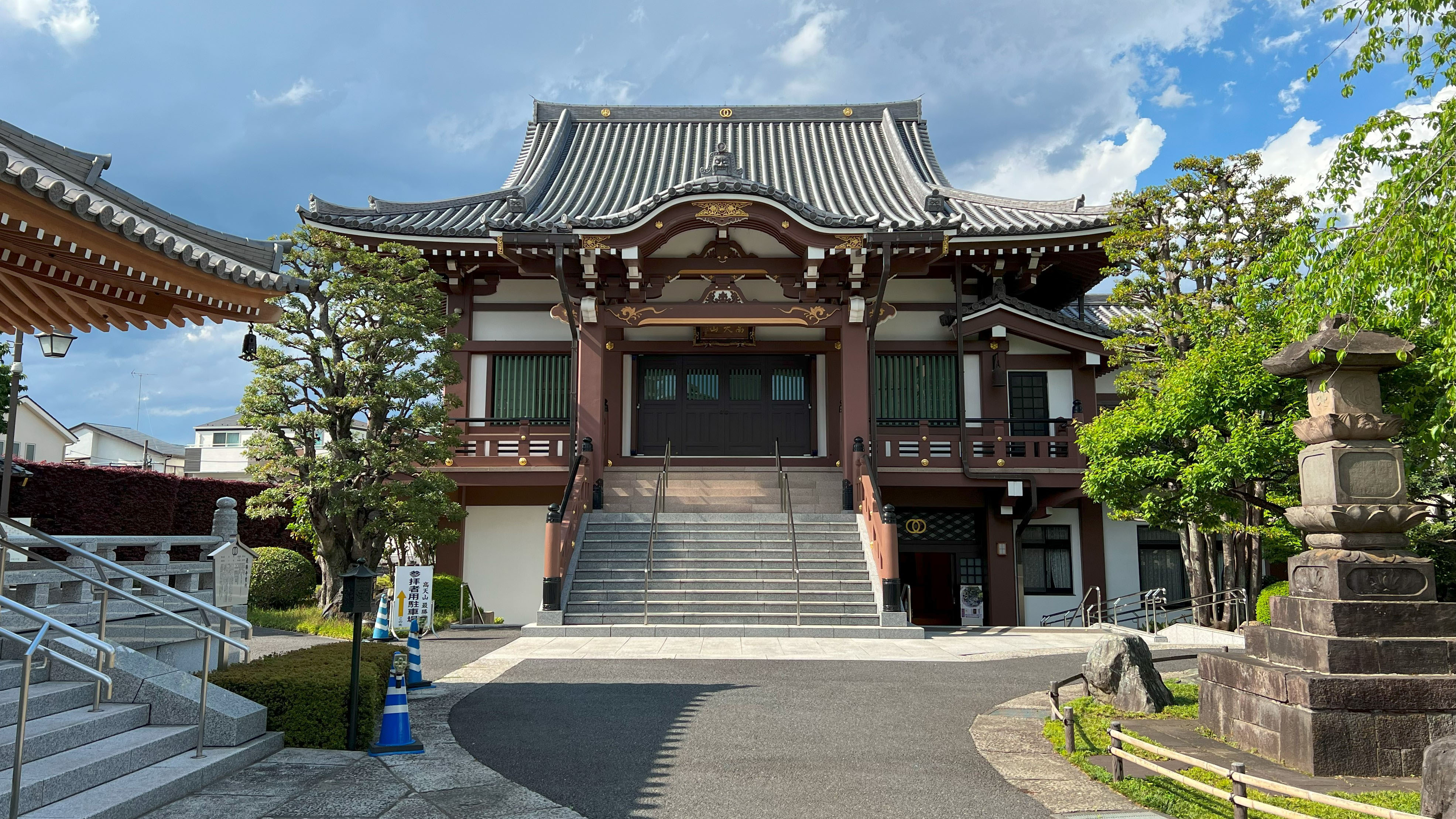
本堂

## アクセス
- 東京メトロ東西線落合駅から徒歩約5分
- 都営地下鉄大江戸線・西武新宿線中井駅から徒歩約8分
- JR東日本東中野駅から徒歩約13分

## 関連文献
- 「上落合村 最勝寺」『新編武蔵風土記稿』 巻ノ12豊島郡ノ4、内務省地理局、1884年6月。NDLJP:763977/29。